# Affaire des Mistral
L'affaire des Mistral fait référence à l'annulation de la livraison de deux porte-hélicoptères Mistral français commandés en 2010 par la Russie, à la suite de son implication en 2014 dans l'annexion de la Crimée et la guerre du Donbass. L'affaire suscite une polémique notamment en raison des sommes importantes engagées dans le contrat signé, mais aussi d'une situation internationale tendue. La Russie est notamment également impliquée dans la guerre en Syrie aux côtés du régime de Bachar El-Assad.

## Contexte
A l'été 2008, de nombreux pays occidentaux prennent leurs distances avec la Russie à la suite de l'invasion de la Géorgie par la Russie. Les Etats-Unis et le Royaume-Uni annulent leur participation à un exercice militaire marin mené conjointement avec la France et la Russie. Le président français Nicolas Sarkozy, ainsi que son ministre des affaires étrangères Bernard Kouchner choisissent de garder des liens étroits avec le président russe Dmitri Medvedev. Cette relation est parfois critiquée parmi les officiels de la marine et du gouvernement français.

## Appel d'offres russe

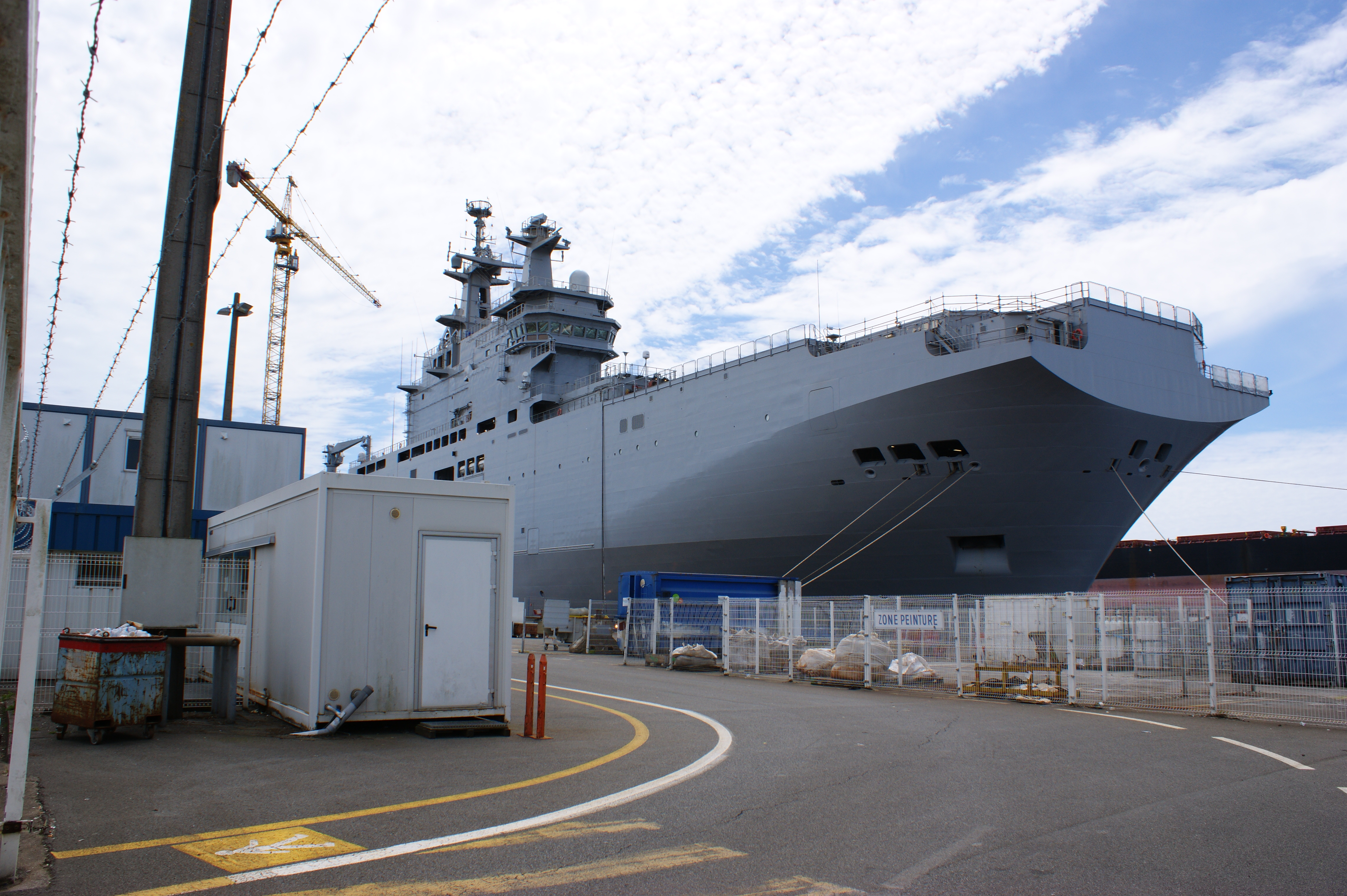
Le Vladivostok à Saint-Nazaire en juin 2014.

Dès octobre 2009, l'amirauté russe exprime le besoin d'un ou deux bâtiments de commandement et de transport, éventuellement construit sous transfert de technologie, avec livraison d'un premier bâtiment fin 2014 et d'un second fin 2015. Selon Vladimir Vyssotski, alors commandant en chef de la Marine russe, la deuxième guerre d'Ossétie du Sud a démontré l'impact de l'absence de bâtiments de type LHD. Hervé Morin, alors ministre français de la défense, lance le projet de vente. Le président français y voit un moteur d'emplois, notamment pour le chantier de Saint-Nazaire, dont le carnet de commande est vide.
Le coût de la construction d'un tel bâtiment se situerait entre 400 et 500 millions d'euros.
À cette époque, la Russie ne dispose plus de capacités suffisantes pour construire de tels navires (21.300 to de déplacement à pleine charge et près de 200 mètres de long), lesquelles se trouvaient auparavant à Mykolaïv, en Ukraine. Il lui aurait fallu pouvoir réaliser auparavant une extension du chantier naval Iantar (Kaliningrad) ou des chantiers de l'Amirauté à Kronstadt.
La compétition s'engage entre DCNS et Navantia qui propose la Classe Juan Carlos I. Les LPD hollando-espagnols de la classe Galicia sont également en lice. Les chantiers russes étant incapables de construire ce type de bâtiment, l'appel d'offres permet de charger les chantiers navals qui remporteront le marché.

## Signature du contrat
Le 24 décembre 2010, un communiqué commun des présidents russe et français annonce que la marine russe a retenu le type Mistral. Deux bâtiments doivent être construits à Saint-Nazaire par STX France avec la participation des chantiers navals russes OSK (Chantiers de la Baltique) et, éventuellement, deux autres en Russie. Le 25 janvier 2011 à Saint-Nazaire, le ministre de la Défense Alain Juppé et le vice-premier ministre de la fédération de Russie, Igor Setchine, signent une lettre d'intention portant sur la construction de quatre navires. L'accord final portera sur la construction de 2 navires pour un montant de 1,7 milliard de dollars est signé le 17 juin 2011.
La construction sera lancée au premier semestre 2012. Selon l'Élysée, la construction de deux bâtiments représente « l'équivalent de cinq millions d'heures de travail, ou de mille personnes travaillant pendant quatre ans » pour les chantiers DCNS et STX France de Saint-Nazaire.
Un débat a lieu en arrière-plan de la négociation de cette vente. Il porte sur la fourniture des systèmes de commandement Senit-9 (Système d'Exploitation Navale des Informations Tactiques) et SIC-21(Système d'information pour le commandement des forces), aux normes OTAN. Moscou comptait bien acheter les navires avec leurs systèmes électroniques mais ils constituent une technologie sensible.
Le 2 décembre 2011, les Chantiers de la Baltique signent un contrat de 2,5 milliards de roubles — soit 60,2 millions d'euros — pour la construction des coques de deux porte-hélicoptères de type Mistral. La marine russe compte les armer avec des hélicoptères Kamov Ka-29 et Kamov Ka-52K. Les deux premiers navires porteront les noms de Vladivostok et Sebastopol.
Le 1er février 2012, le Vladivostok entre en cale sèche aux chantiers navals de Saint-Nazaire. Les deux parties, (française pour la proue et russe pour la poupe), sont assemblées en juillet 2013 à Saint-Nazaire. Le Vladivostok est mis à flot le 15 octobre 2013[réf. nécessaire].
La poupe du Sébastopol, fabriquée en Russie, quitte les Chantiers navals de la Baltique le 26 juin 2014 et arrive à Saint-Nazaire le 15 juillet 2014. La mise à l'eau s'est effectuée la nuit du 20 au 21 novembre 2014.
Le 21 décembre 2012, le Vedomosti annonce que le Gouvernement russe aurait renoncé à l'option sur les deux navires Mistral supplémentaires,. Seuls les deux navires commandés initialement seront donc livrés mais, en 2013, cela n’est pas confirmé[réf. nécessaire].

## Annulation du contrat

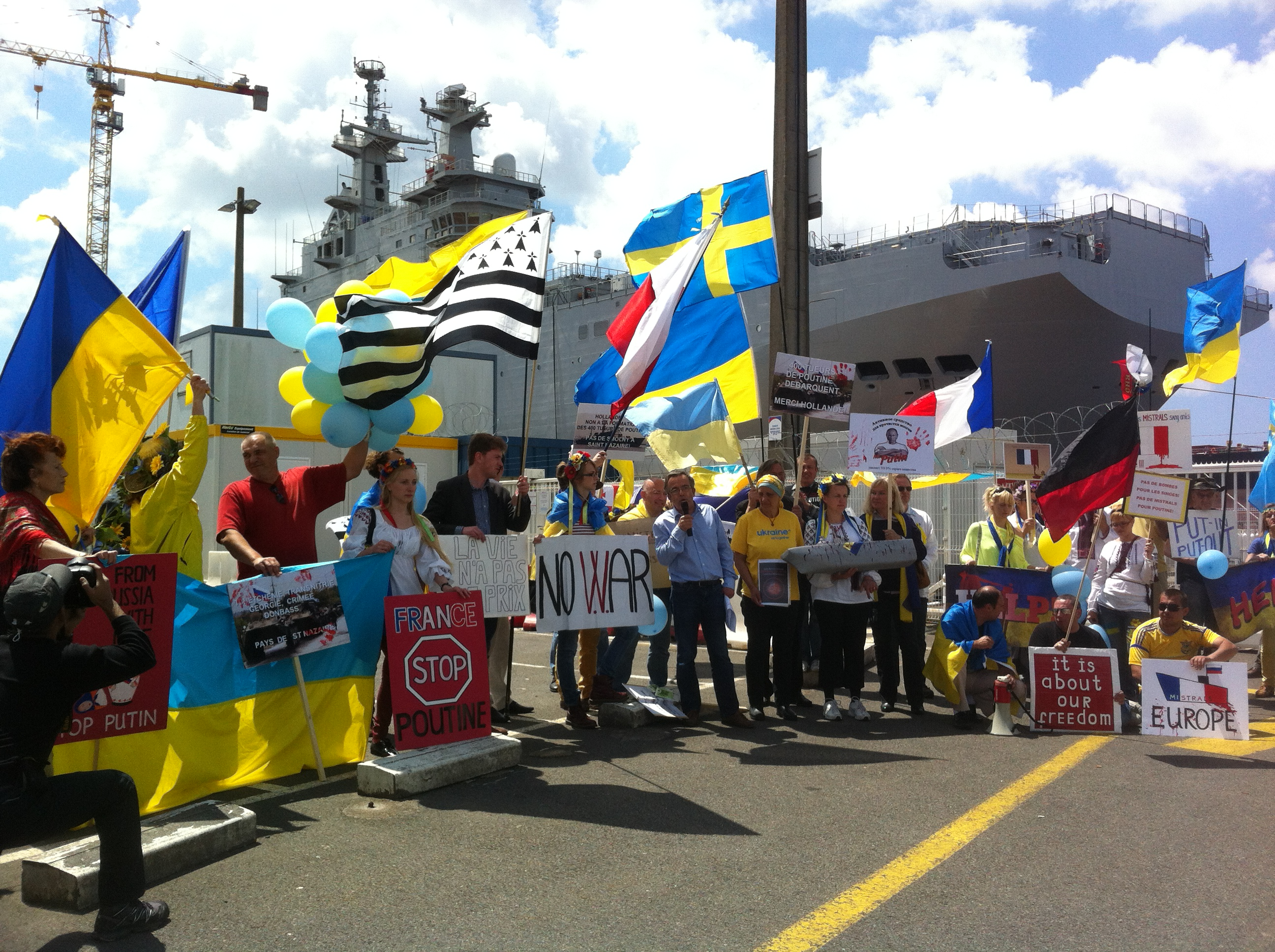
Manifestation du collectif international pro-ukrainien, en, contre la livraison des BPC à la Russie de Poutine - Saint-Nazaire, 29 juin 2014.

Fin 2013, la crise ukrainienne débute et la Russie annexe la Crimée en mars 2014. Plusieurs alliés de la France réclament dès l'été 2014 une suspension de la livraison des navires. C'est le cas de l'Allemagne, du Royaume-Uni et des États-Unis.
Bien que le gouvernement de David Cameron ait manifesté une certaine forme d’indignation à l'égard de la France, cela n'a pas empêché les autorités britanniques de continuer de vendre à la Russie des fusils de précision, des munitions, des gilets pare-balles, des moyens de communication militaire et des appareils de vision nocturne pour un montant qui totalise environ 132 millions de livres (167 millions d'euros).
En mars 2014, le ministre français des Affaires étrangères Laurent Fabius annonce que la France « pourra envisager » d'annuler la vente de Mistral à la Russie, en raison de l'annexion de la Crimée,. Après plusieurs mois d'hésitation, le président de la République François Hollande déclare en novembre 2014 que la situation dans l’est de l’Ukraine ne permet pas la livraison du premier navire. La relation entre les deux pays est froide, mais les négociations se passent correctement. Le 30 juillet 2015, la presse russe annonce qu'un accord d'annulation est conclu, ce qui est démenti le lendemain par les autorités françaises.
Le 5 août 2015, la France officialise qu'un accord d'annulation de la livraison des deux navires est conclu entre les deux pays.

### Conséquences financières
En conséquence de cette annulation, la France s'engage dans un communiqué à rembourser à la Russie les « sommes avancées », incluant la livraison des deux navires, les frais engagés pour l'aménagement du port de Vladivostok, l'adaptation de 32 hélicoptères Kamov Ka-52 et la formation de 400 marins russes. Finalement, la France rembourse la somme de 949 754 849 euros, dont 56,7 millions correspondant aux frais de formation des 400 membres d'équipage à la Russie. Sans frais financiers, ni pénalités, ni indemnisation.
La Compagnie française d'assurance pour le commerce extérieur (Coface), outre le montant du contrat, va indemniser les frais de gardiennage (soit 1 million par mois pour chaque bateau) et les frais généraux, qui font aujourd'hui l'objet de discussions avec l'industriel. Dans ce cadre, elle pourra "sans doute" indemniser comme frais généraux une partie de la marge de DCNS liée à son rôle en tant qu'architecte de système. En revanche, elle n'indemnisera pas la marge commerciale estimée à 350 millions d'euros, laquelle n'est jamais assurée dans les mécanismes de la Coface.
La France devait prendre en charge le retrait des équipements russes déjà installés à bord, pour un coût estimé à plusieurs dizaines de millions d'euros cependant la revente à l'Égypte utilisant en outre du matériel russe fait que l'équipement reste à bord. De plus, à la suite de la transaction, l’Égypte a acheté à la Russie 50 hélicoptères de combat Kamov Ka-52 destinés à ses deux Mistral.
La France doit aussi annuler le contrat de maintenance lié aux navires, qui devait rapporter à terme au moins 400 millions d'euros aux chantiers de l'Atlantique.
Enfin, l'accord de 450 millions d'euros avec les chantiers russes OSK pour la construction de navires câbliers est également annulé, tout comme le projet franco-russe de construction de ravitailleurs.
Du côté russe, alors que la non livraison était destinée à sanctionner la Russie, celle-ci a obtenu le remboursement des sommes versées et même plus (40 milliards de roubles versés et 65 milliards récupérés du fait de la dévaluation du rouble). De plus, elle conserve 150 000 pages de documentation technique fournies au titre du transfert de technologie[réf. nécessaire].

### Réactions politiques
L'annulation du contrat avec la Russie suscite de vives critiques de la part notamment de Jean-Luc Mélenchon et Marine Le Pen,. Nicolas Sarkozy, vaincu aux dernières élections présidentielles face à Hollande, critique cette annulation dans un discours du 16 novembre 2014 : « La France doit honorer sa parole. [...] Expliquer que la Russie va envahir l'Ukraine, c'est une méconnaissance totale de l'histoire, de la démographie et de la volonté des dirigeants russes ».

## Cambriolage sur leSebastopol
Le 25 novembre 2014, il est constaté sur le porte-hélicoptères Sebastopol, amarré sur le quai de Penhoët, la disparition de deux disques durs, une carte mère et d’une carte graphique employés pour les transmissions radar, un système de haute technologie mis en place par le groupe Thales. La police judiciaire de Nantes n'a relevé aucune trace d'effraction.

## Revente à l'Égypte
Par la suite, le gouvernement français tente de revendre ces navires à d'autres pays. Après une première discussion le 6 août 2015 entre les chefs d'État français et égyptien, un accord sur l'achat des deux bâtiments par la marine égyptienne est annoncé le 23 août 2015. Le montant du contrat est d'environ 950 millions d'euros et la livraison prévue en mars 2016.
Début juin 2016, DCNS a livré à l'Égypte le premier Mistral, originellement destiné à la Russie : le BPC Gamal Abdel Nasser.
Le 16 septembre 2016, DCNS a livré à l'Égypte le deuxième Mistral : le BPC Anouar el Sadate.

## Détail des navires
| Russie      | Russie      | Russie           | Russie          | Égypte      | Égypte             | Égypte            |
| N° de coque | Nom         | Construction     | Lancement       | N° de coque | Nom                | Mise en service   |
| ----------- | ----------- | ---------------- | --------------- | ----------- | ------------------ | ----------------- |
| 501         | Vladivostok | 1er février 2012 | 15 octobre 2013 | L1010       | Gamal Abdel Nasser | 2 juin 2016       |
|             | Sebastopol  | 18 juin 2013     | 21 octobre 2014 | L1020       | Anouar el Sadate   | 16 septembre 2016 |

## Classe Ivan Rogov (projet 23900)
Afin de répondre à son besoin, la Russie décide de développer sa propre classe de porte-hélicoptères et de navire d'assaut amphibie. La construction de deux navires de la classe Ivan Rogov (projet 23900) démarre en juillet 2020 à Kertch (république de Crimée) pour une mise en service prévue en 2028 et 2029.